# قائمة أقدم المآذن

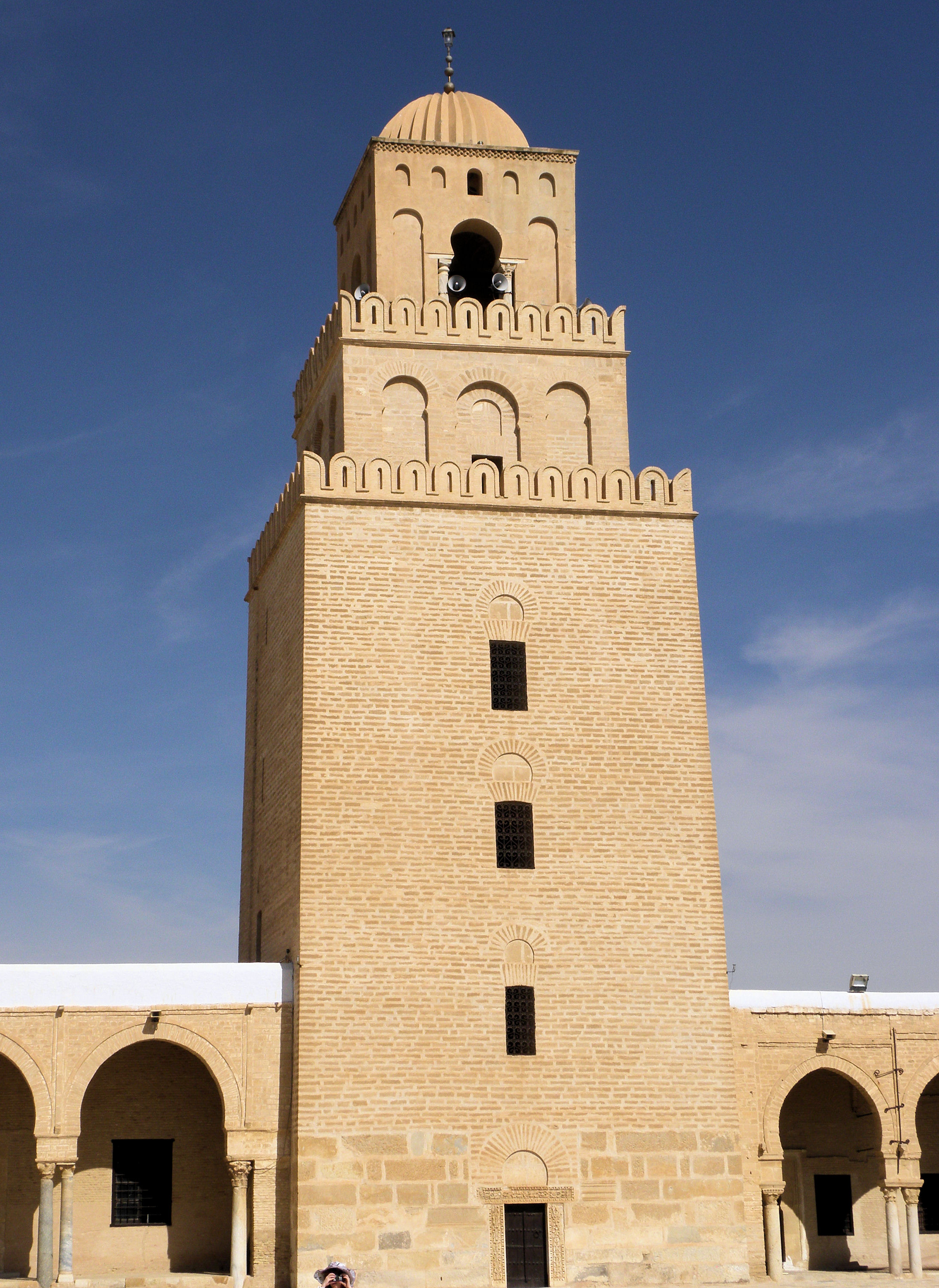
أقدم مئذنة لا تزال محفوظة في المسجد الكبير بالقيروان، تونس.

المئذنة أو المنارة أو الصومعة، هي مبنى أو برج مرتفع طويل يكون ملحقا بالمسجد وغرضه إيصال صوت الأذان للمسلمين ودعوتهم للصلاة.
بُنيت معظم المآذن القديمة الباقية بجوار المساجد، لدعوة المسلمين للصلاة (الأذان) خمس مرات كل يوم بواسطة المؤذن. وقد بُني عدد قليل من المآذن كأبراج مراقبة أو معالم أو رموز انتصار أو مجد خانيات أو إمبراطوريات مسلمة. في بعض الحالات، مثل مئذنة جام بقي برج المئذنة إلى اليوم بينما دُمَرت المساجد المجاورة وغيرها من المباني بمرور الوقت بسبب الطبيعة والغزاة.
لم تكن هنالك مآذن في بداية الإسلام، بقدر ما كانت الحاجة إلى مكان مرتفع يرفع فيه المؤذن صوته للإعلام بدخول وقت الصلاة. بل كان بلال بن رباح يصعد لسطح المسجد ويؤذن في عهد النبي محمد ولكن مع اتساع رقعة الدولة الإسلامية، نشأت الحاجة إلى المئذنة.
أقدم مئذنة لا تزال باقية هي مئذنة الجامع الكبير بالقيروان في تونس الذي بُني في عام 836، ويعتبر النموذج الأولي لجميع المآذن ذات الشكل المربع المبنية في العالم الإسلامي الغربي. ومن أقدم المآذن في العالم الإسلامي منارة الملوية في سامراء والتي بنيت في الأصل مئذنة للمسجد الجامع الذي أسسه المتوكل بالله العباسي عام 237 هـ في الجهة الغربية لمدينة سامراء، إضافة إلى المنارة الحدباء في الموصل والتي بنيت في عهد نور الدين زنكي في القرن السادس الهجري.
يسرد هذا المقال بعضًا من أقدم المآذن المعروفة في العالم.

## قائمة أقدم المآذن
تُصنف هذه القائمة أقدم المآذن الباقية في العالم. تضم القائمة المآذن التي بنيت قبل عام 1900م.
| الاسم                   | الصورة | البلد      | الموقع        | المنطقة       | الارتفاع (متر) | سنة البناء       | الحالة                                 | الملاحظات | المصدر        |
| ----------------------- | ------ | ---------- | ------------- | ------------- | -------------- | ---------------- | -------------------------------------- | --- | ------------- |
| مئذنة جامع عقبة بن نافع |        | تونس       | القيروان      | شمال أفريقيا  | 31.5           | 836              | محفوظة                                 | تعد من أقدم المآذن في العالم الإسلامي وهي تتكون من ثلاث طبقات.                                                                                                 | [ 7 ]         |
| المنارة الملوية         |        | العراق     | سامراء        | غرب آسيا      | 52             | 848-852          | محفوظة                                 | من المعالم الأثرية والتاريخية الشهيرة في العراق بُنيت قبل منارة الحدباء.                                                                                        | [ 8 ]         |
| مئذنة بورانا            |        | قيرغيزستان | وادي تشوي     | آسيا الوسطى   | 25             | القرن الحادي عشر | محفوظة                                 | بُنيت بارتفاع 45 مترا، ولكن دمرها زلزال في القرن الخامس عشر. | [ 10 ]        |
| مئذنة أوزكند            |        | قيرغيزستان | أوزكند        | آسيا الوسطى   | 27.5           | القرن الحادي عشر | محفوظة                                 | تُعتبر جزءًا من الآثار القديمة في أوزكند مع ثلاثة أضرحة محفوظة.                                                                                                  | [ 11 ]        |
| مئذنة كوتلوج تيمور      |        | تركمانستان | كهنه غرغانج   | آسيا الوسطى   | 60+            | 1011             | محفوظة                                 | أطول المآذن القديمة في آسيا الوسطى. دمّرها المغول في عام 1221، وبقي منها 60 مترا فقط.                                                                           | [ 12 ]        |
| منارة غزنة              |        | أفغانستان  | غزنة          | جنوب آسيا     | 20             | القرن الثاني عشر | معرضة للخطر                            | هُدم الجزء العلوي من المنارة بسبب زلزال في عام 1902. | [ 13 ]        |
| مئذنة جركورغان          |        | أوزبكستان  | جاركورغان     | آسيا الوسطى   | 21.6           | 1108             |                                        | | [ 14 ] [ 15 ] |
| مئذنة خسروغرد           |        | إيران      | سبزوار        | غرب آسيا      | 30             | 1112             |                                        | هو برج من القرن الثاني عشر يقع على بعد 10 كيلومترات إلى الغرب من سبزوار، إيران، وهو كل ما تبقى من طريق الحرير في بلدة خسروغرد، التي دمرها المغول في عام 1220م. | [ 16 ]        |
| منارة كاليان            |        | أوزبكستان  | بخارى         | آسيا الوسطى   | 45.6           | 1127             | محفوظة                                 | تُعرف أيضاً ببرج الموت لاستخدامها في الإعدام بالرمي من أعلى المنارة.                                                                                             | [ 17 ]        |
| المنارة الحدباء         |        | العراق     | الموصل        | غرب آسيا      | 65             | 1172             | هُدمت عام 2017                          | تُسمّى مدينة الموصل باسم الحدباء لوجود المنارة فيها، وتعتبر الحدباء أعلى منارة في العراق.                                                                        | [ 9 ]         |
| مئذنة جام               |        | أفغانستان  | شهرك (مقاطعة) | جنوب آسيا     | 65             | 1194             | معرضة للخطر                            | مُدرجة في قائمة مواقع التراث العالمي المعرضة للخطر. | [ 18 ] [ 19 ] |
| قطب منار                |        | الهند      | دلهي          | جنوب آسيا     | 72.5           | 1311             | محفوظة                                 | أطول مئذنة مصنوعة من الطوب. | [ 21 ]        |
| مئذنة باب الأسباط       |        | فلسطين     | القدس         | غرب آسيا      | 28.5           | 1367             |                                        | أعيد بناء القبة بعد زلزال أريحا عام 1927، وأعيد ترميمها عام 1967 بعد القصف الصهيوني.                                                                           | [ 22 ]        |
| مآذن مصلى هراة          |        | أفغانستان  | هراة          | جنوب آسيا     | 55             | 1417             | معرضة للخطر                            | بقيت 5 مآذن فقط من أصل 20 مئذنة. | [ 14 ] [ 23 ] |
| مئذنة إيغر              |        | المجر      | إيغر          | أوروبا الوسطى | 40             | القرن السابع عشر | محفوظة                                 | المنارة الوحيدة الباقية من ثلاث مآذن من الحكم العثماني في المجر.                                                                                               | [ 24 ]        |
| كالتا مينار             |        | أوزبكستان  | قلعة إيجان    | آسيا الوسطى   | 29             | 1852-1855        | مسجلة في قائمة التراث العالمي لليونسكو | يعني اسم كالتا مينار باللغة العربية المئذنة القصيرة. | [ 25 ]        |